# François Gérard
François Pascal Simon, barón Gérard (Roma, 4 de mayo de 1770 - París, 11 de enero de 1837), fue un pintor neoclásico francés.

## Biografía
Fue uno de los pintores más prolíficos y celebrados del Imperio y la Restauración. Su conversación amena y el encanto de su estilo hicieron que la sociedad de la época posara para él, como Napoleón Bonaparte, la Emperatriz Josefina, la Emperatriz María Luisa, Desirée Bernadotte, Madame de Staël, Talleyrand, el Duque de Wellington, etc.
Desde 1786, Gérard fue uno de los discípulos predilectos del gran David, compaginando la asistencia al taller con el trabajo como grabador para obtener lo necesario para vivir. David consiguió evitar que Gérard fuera llamado a filas durante la Revolución francesa, al obtener para él un cargo de juez en el Tribunal Militar. En 1795 Gérard se convirtió en el primer rival de su maestro y protector como retratista, surgiendo también un enconado enfrentamiento con Antoine-Jean Gros.
Su rápido giro político al admitir la llegada de los Borbones granjeó a Gérard una significativa fama, convirtiéndose en el pintor oficial de Luis XVIII, abriendo un afamado taller de retratos aparatosos y superficiales. Luis XVIII le honró con un título de Baronía (1819), entrada en el Instituto de Francia, la Legión de Honor, entre otros títulos. Su obra fue bien pagada, lo que le permitió amasar una saludable fortuna. Pero el cambio del gusto artístico hacia la pintura romántica y la revolución de 1830 deprimieron su espíritu. Gérard falleció en París en 1837.
Su estilo entra dentro de las coordenadas neoclásicas, diferenciándose de David al componer sus obras con menos agitación y al emplear unas tonalidades más delicadas. Además del retrato, trató asuntos mitológicos y pinturas históricas, cosechando un interesante éxito.
Como todos los maestros franceses de la época, su presencia en colecciones españolas es muy escasa y poco conocida. Su única obra en museos públicos ha de ser una versión del famoso Retrato de Napoleón I como emperador conservada en la Academia de San Fernando de Madrid. Esta icónica imagen fue replicada por el taller de Gérard varias veces; hay más ejemplares en el Rijksmuseum de Ámsterdam y en el Museo Fesch de Ajaccio.

## Galería

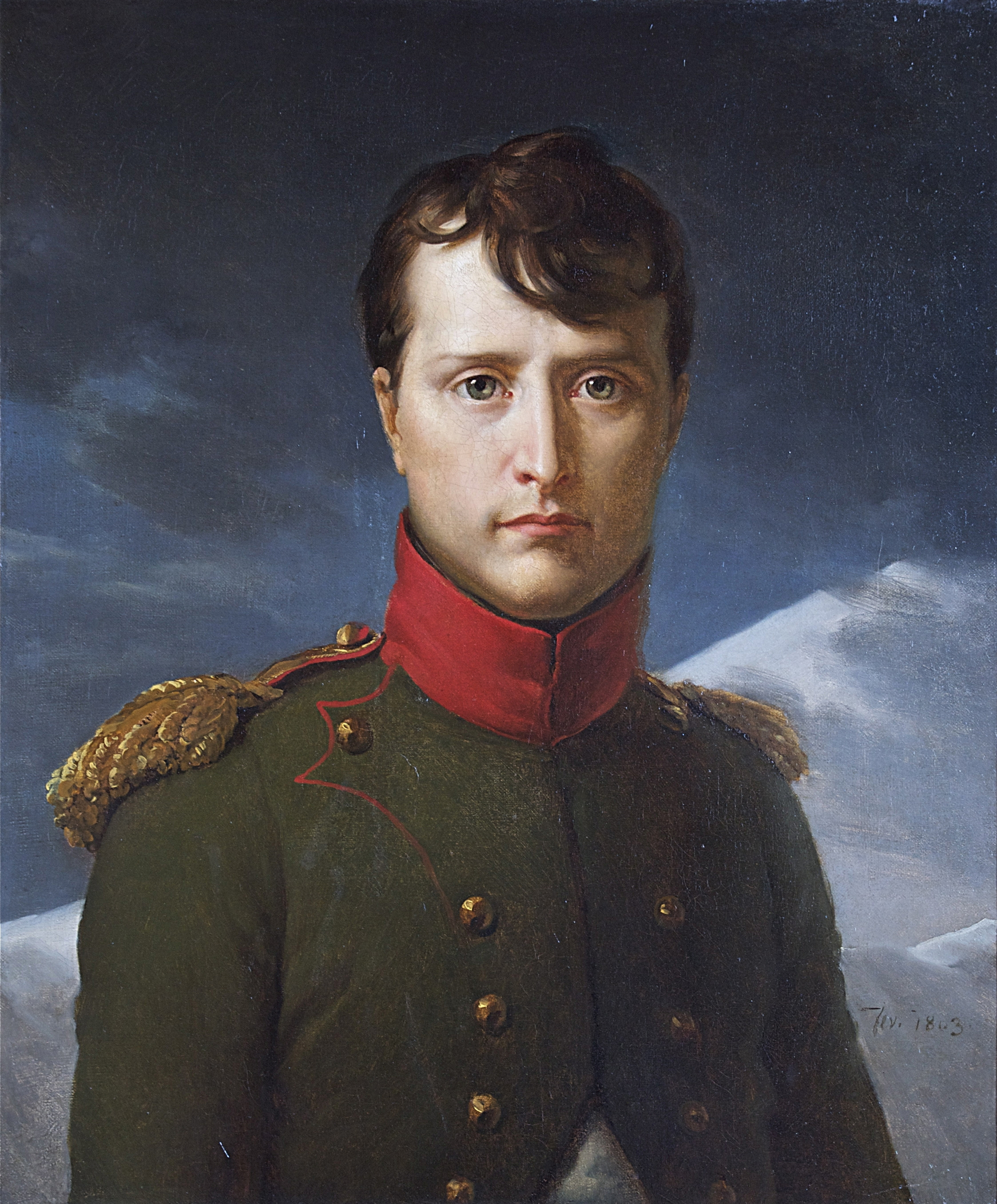
Napoleón Bonaparte como primer cónsul, feb. 1803.
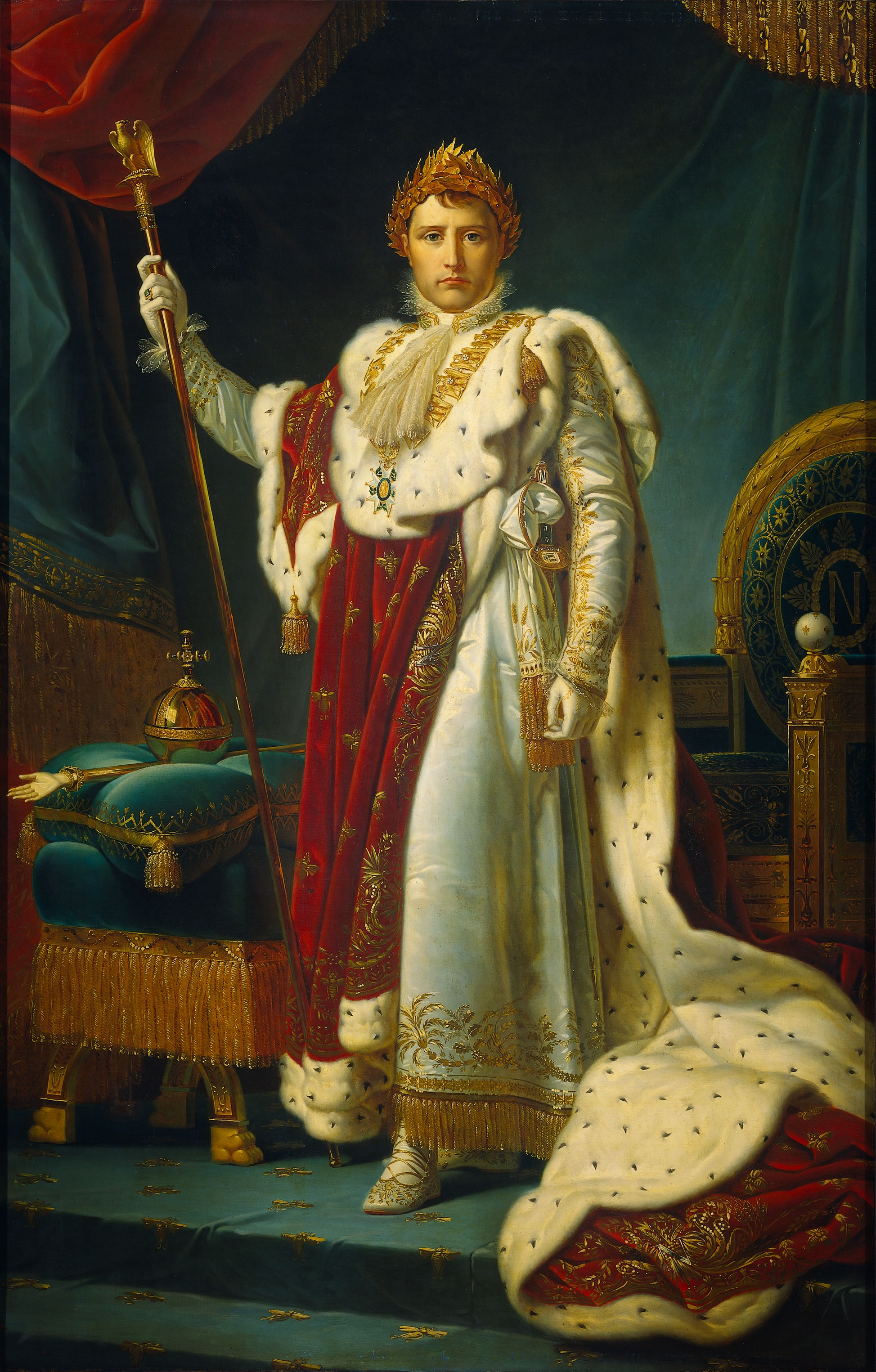
Retrato del emperador Napoleón I.
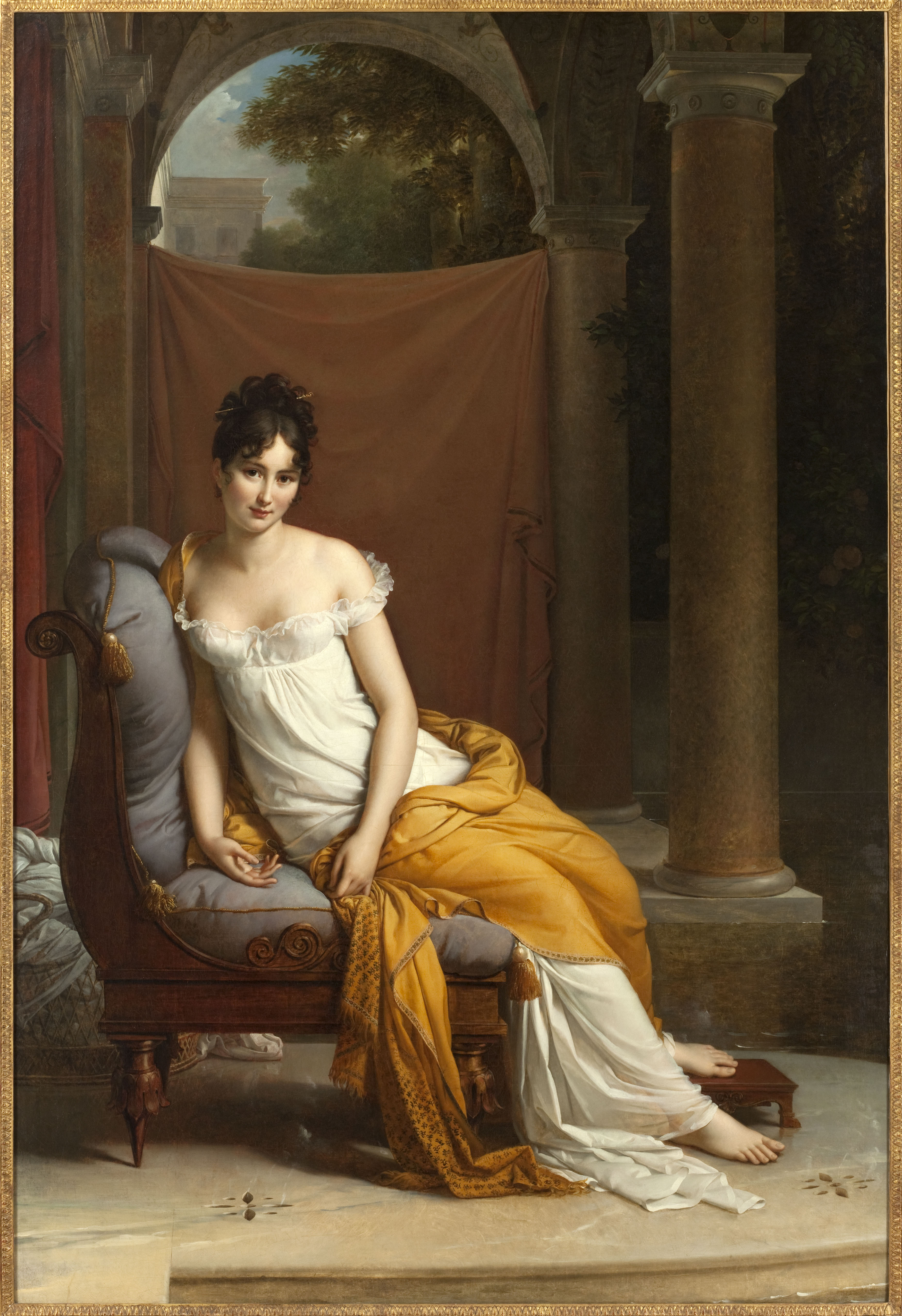
Madame Récamier
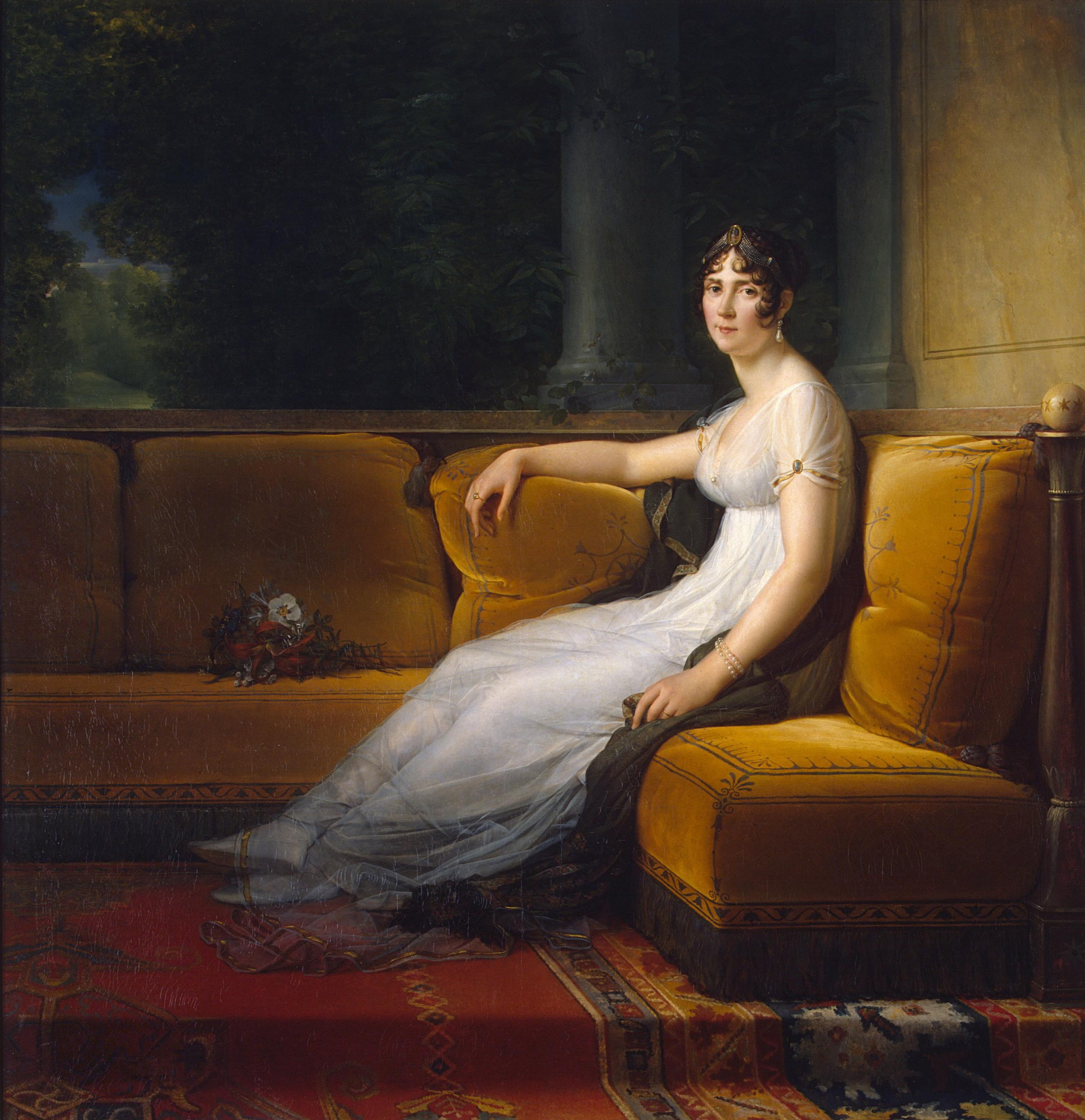
Retrato de la emperatriz Josefina
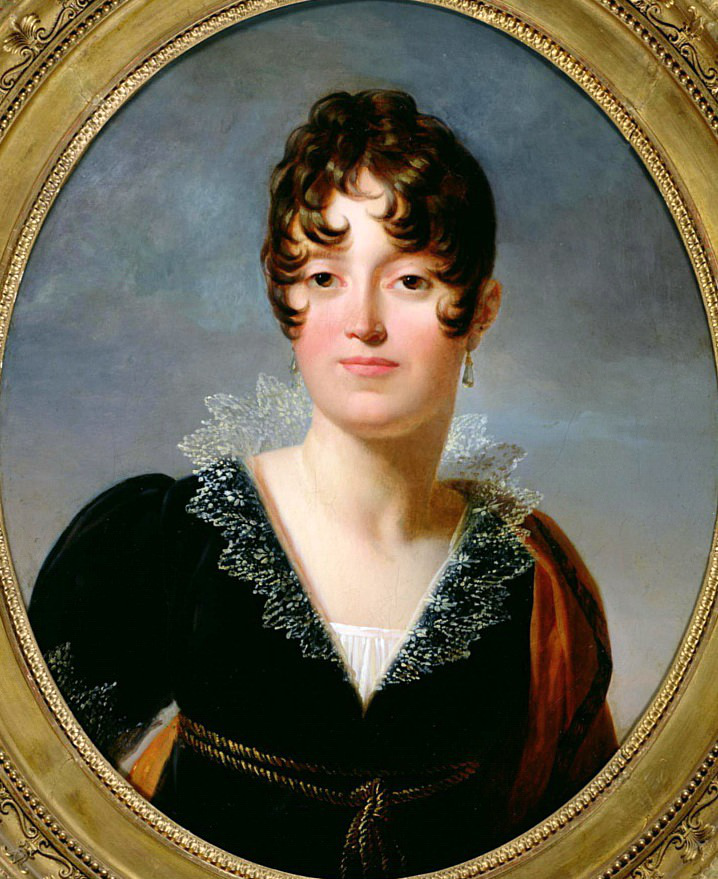
Desideria Clary
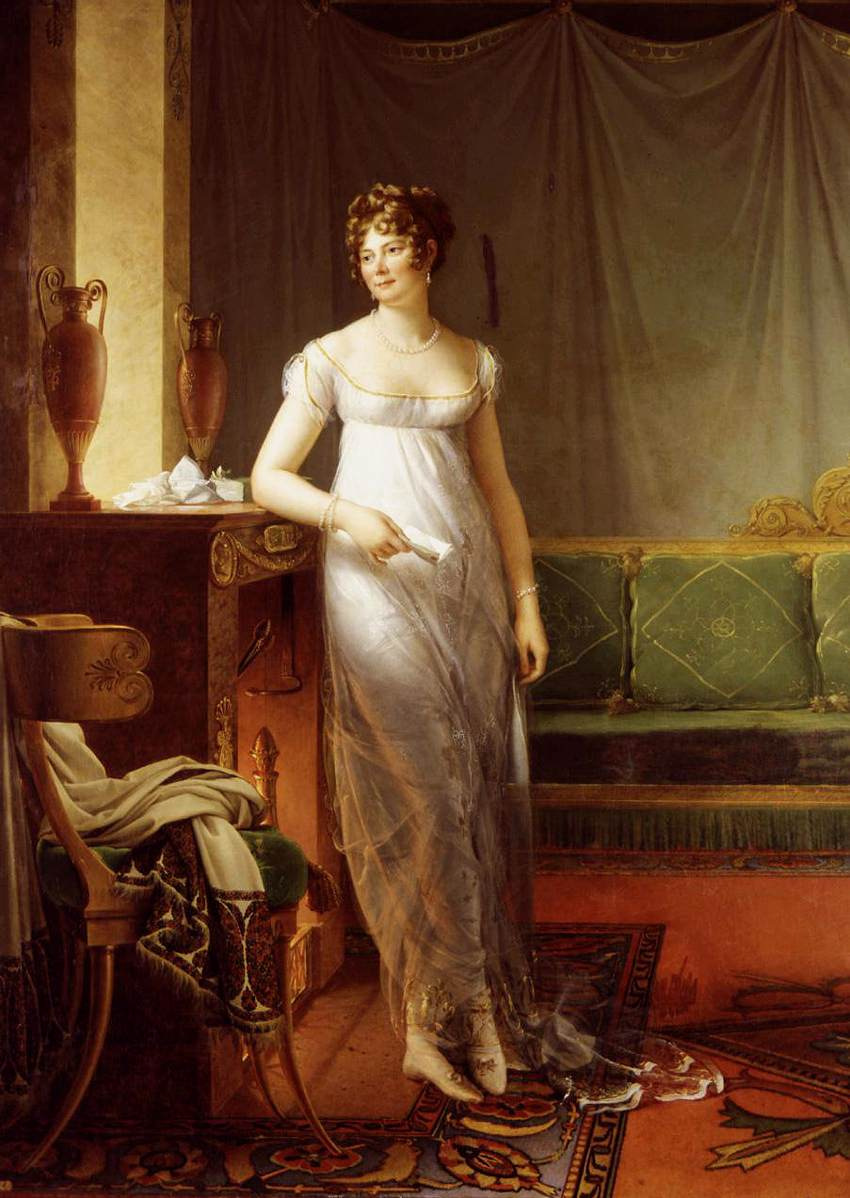
Catherine Grand, Catherine Noele Grand de Talleyrand-Périgord, princesa de Benevento
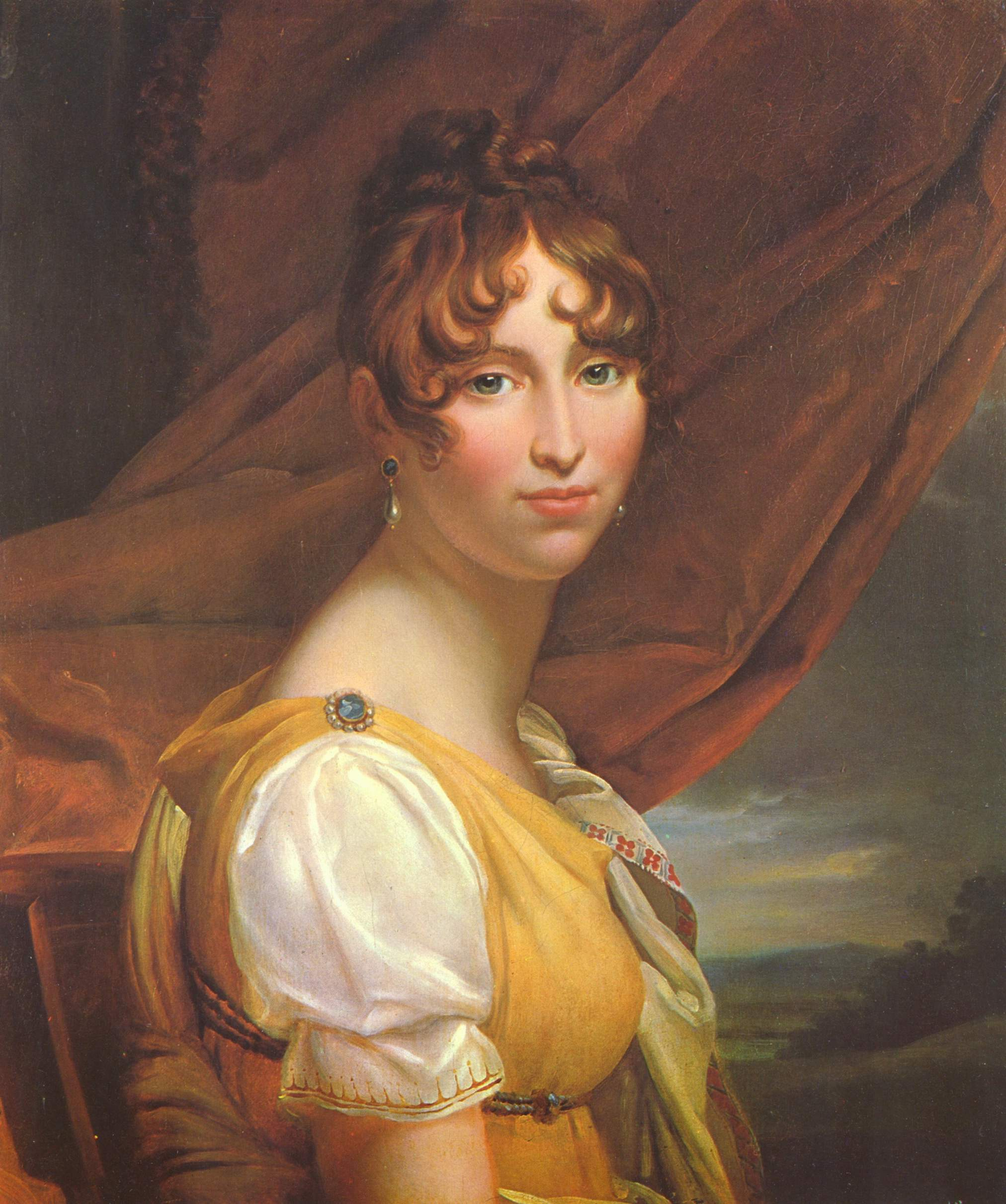
Hortensia de Beauharnais
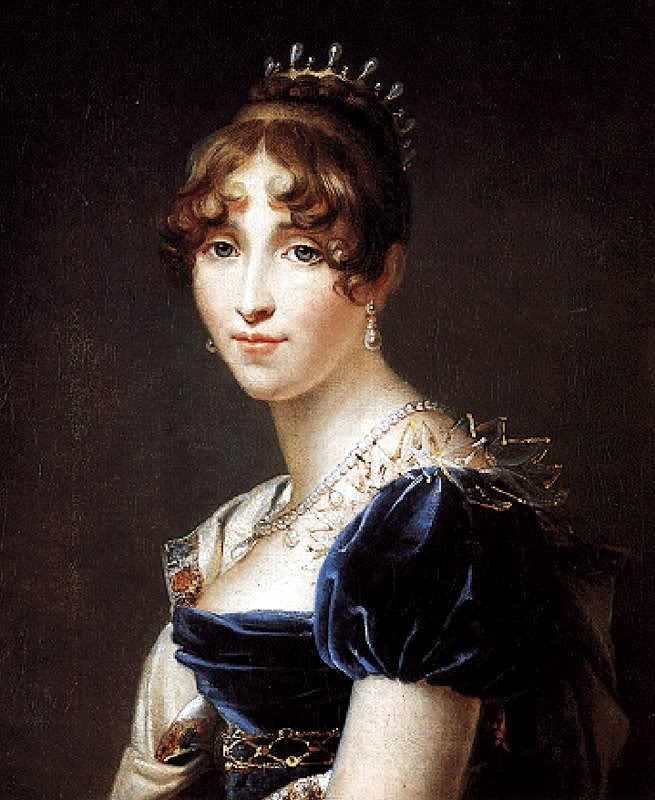
Hortensia de Beauharnais
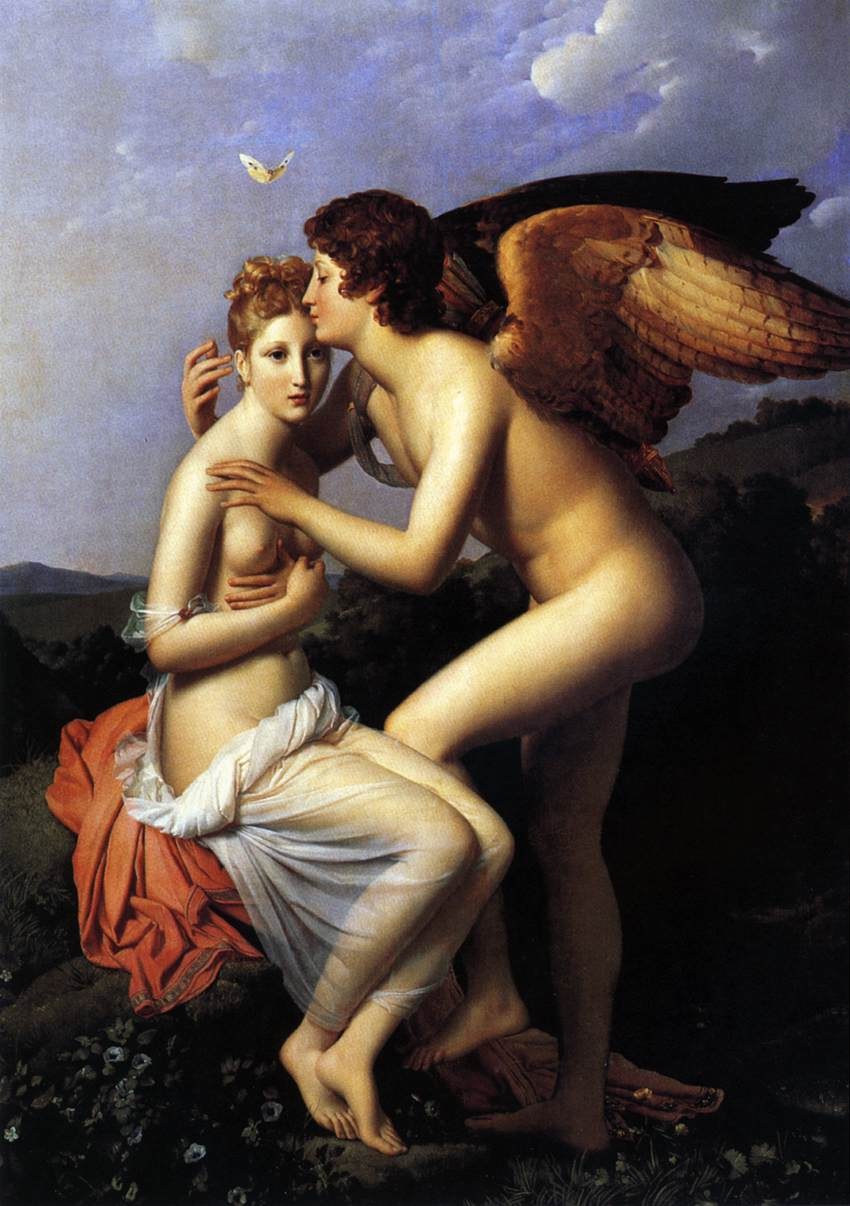
Eros y Psique
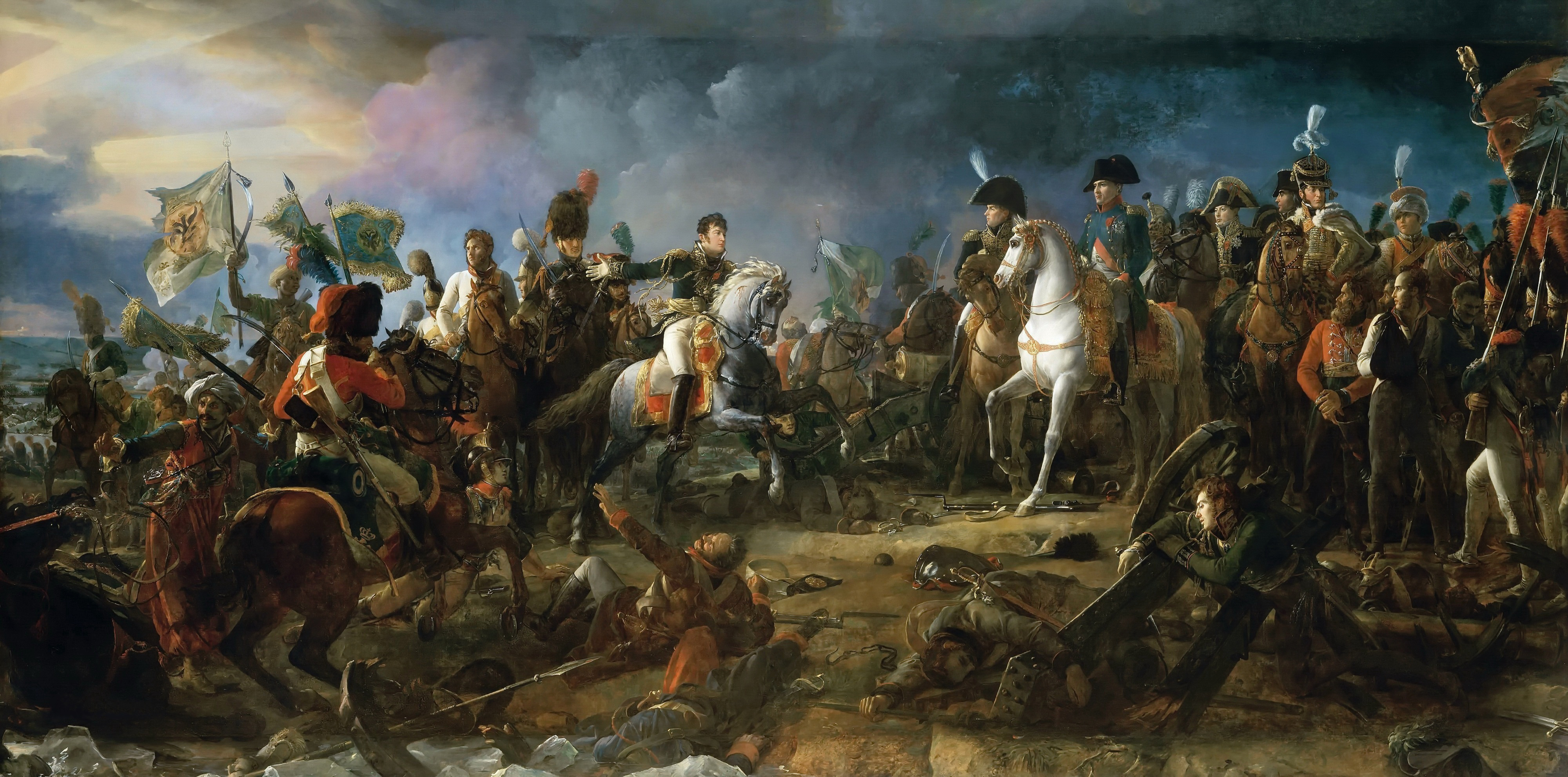
Napoleón en la batalla de Austerlitz
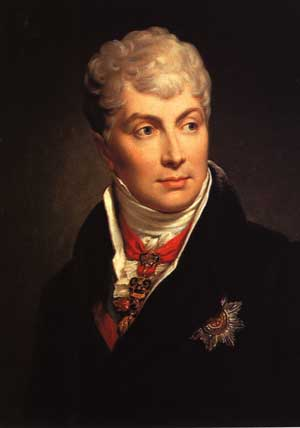
El Conde de Metternich (1808)
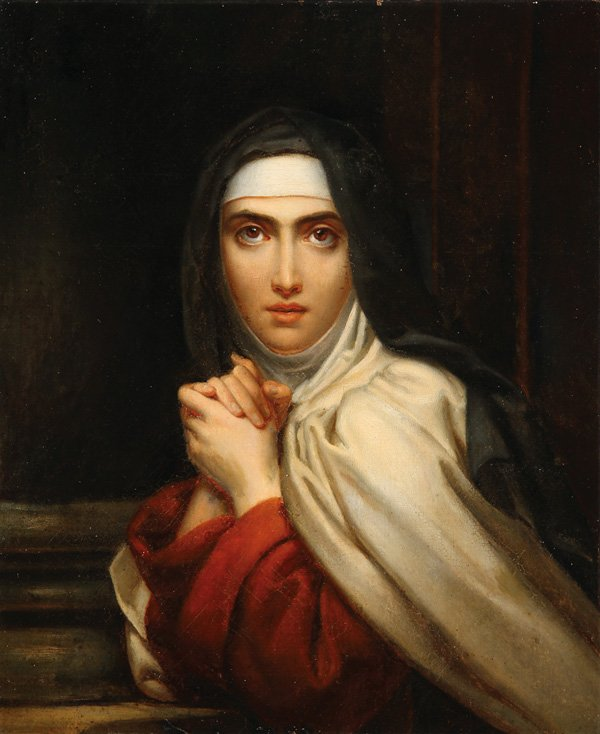
Teresa de Ávila
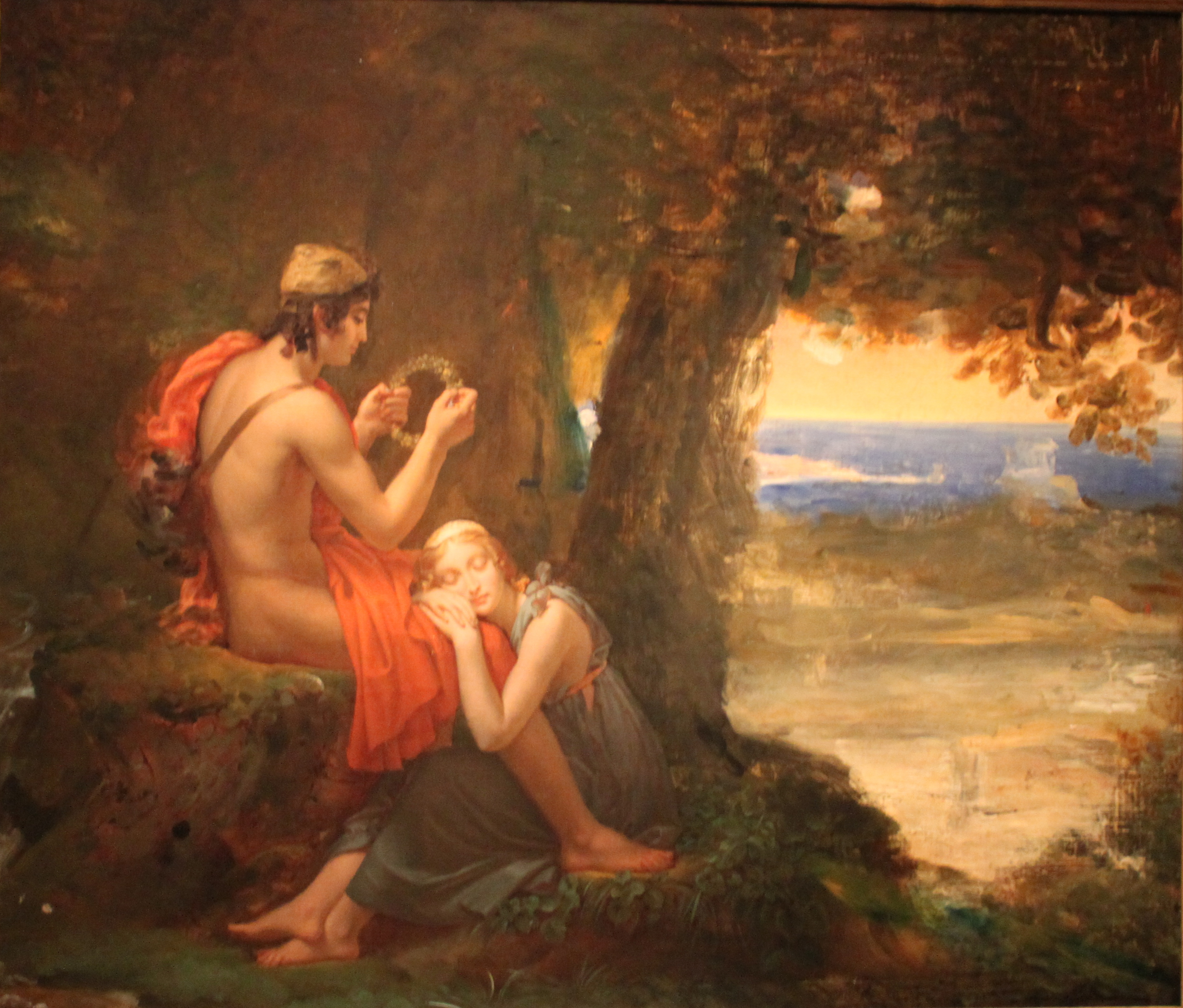
Dafne y Chloe, circa 1824, Detroit Institute of Arts.
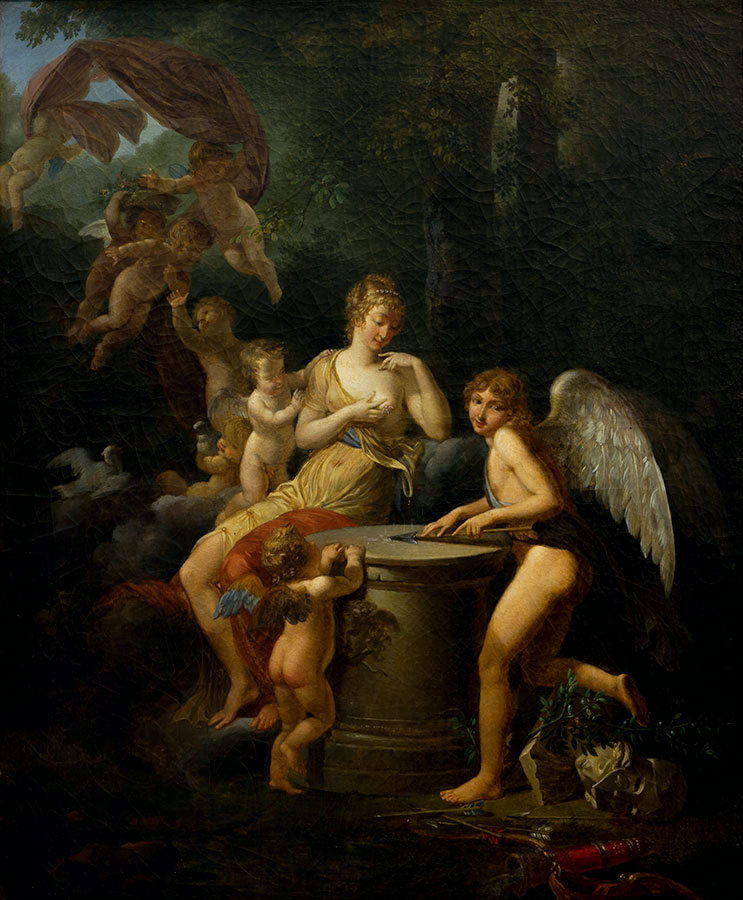
El Amor vencido por la Castidad, Museo Nacional de Bellas Artes de Cuba.

## Distinciones

### Empleos
- Primer pintor del Rey.
- Miembro del Instituto.

### Órdenes
- Caballero de la Orden de San Miguel ( Francia).
- Caballero de la Legión de Honor ( Francia).